# Étrembières
Étrembières est une commune française située dans le département de la Haute-Savoie, en région Auvergne-Rhône-Alpes.

## Géographie

### Localisation
Le territoire d'Étrembières est une bande de terre, longue de 8 km, située au pied du mont Salève, sur les bords de l'Arve. Sa population est de 1 857 habitants (en 2009), répartie principalement entre le chef-lieu et le lieu-dit Pas de l'Échelle.
Deux des trois massifs du mont Salève, qui dominent tout le territoire de la commune, surgissent en falaise escarpée à l'ouest pour s'incliner en pentes douces vers la vallée de l'Arve. Il s'agit du grand Salève (1 309 m) et du petit Salève (899 m), séparés par le col de Monnetier.

### Climat
Le climat y est de type montagnard.

### Voies de communication et transport
La commune d'Étrembières est la toute première commune d'Europe à accueillir un dispositif de double-radars de vitesse installé sur un passage à niveau. Celui-ci a été installé sur la route du Salève. Il fut inauguré par le préfet de Haute-Savoie, Michel Bilaud, ainsi que des représentants de Réseau ferré de France (RFF) et de la direction départementale de l'équipement. Ce double-radars ainsi que le passage à niveau n'existent plus, la route passant sur un pont.
La commune est reliée aux autoroutes A40 (Mâcon-Chamonix) et A411 (vers Genève) via l'échangeur d'Étrembières.

## Urbanisme

### Typologie
Au 1er janvier 2024, Étrembières est catégorisée ceinture urbaine, selon la nouvelle grille communale de densité à sept niveaux définie par l'Insee en 2022.
Elle appartient à l'unité urbaine de Genève (SUI)-Annemasse (partie française), une agglomération internationale regroupant 34  communes, dont elle est une commune de la banlieue,,. Par ailleurs la commune fait partie de l'aire d'attraction de Genève - Annemasse (partie française), dont elle est une commune de la couronne,. Cette aire, qui regroupe 158 communes, est catégorisée dans les aires de 700 000 habitants ou plus (hors Paris),.

### Occupation des sols
L'occupation des sols de la commune, telle qu'elle ressort de la base de données européenne d’occupation biophysique des sols Corine Land Cover (CLC), est marquée par l'importance des territoires artificialisés (50,3 % en 2018), en augmentation par rapport à 1990 (47 %). La répartition détaillée en 2018 est la suivante : 
forêts (29,3 %), zones urbanisées (23,7 %), zones agricoles hétérogènes (19,1 %), zones industrielles ou commerciales et réseaux de communication (15,7 %), mines, décharges et chantiers (10,8 %), terres arables (1,3 %), espaces verts artificialisés, non agricoles (0,2 %).
L'IGN met par ailleurs à disposition un outil en ligne permettant de comparer l’évolution dans le temps de l’occupation des sols de la commune (ou de territoires à des échelles différentes). Plusieurs époques sont accessibles sous forme de cartes ou photos aériennes : la carte de Cassini (XVIIIe siècle), la carte d'état-major (1820-1866) et la période actuelle (1950 à aujourd'hui).

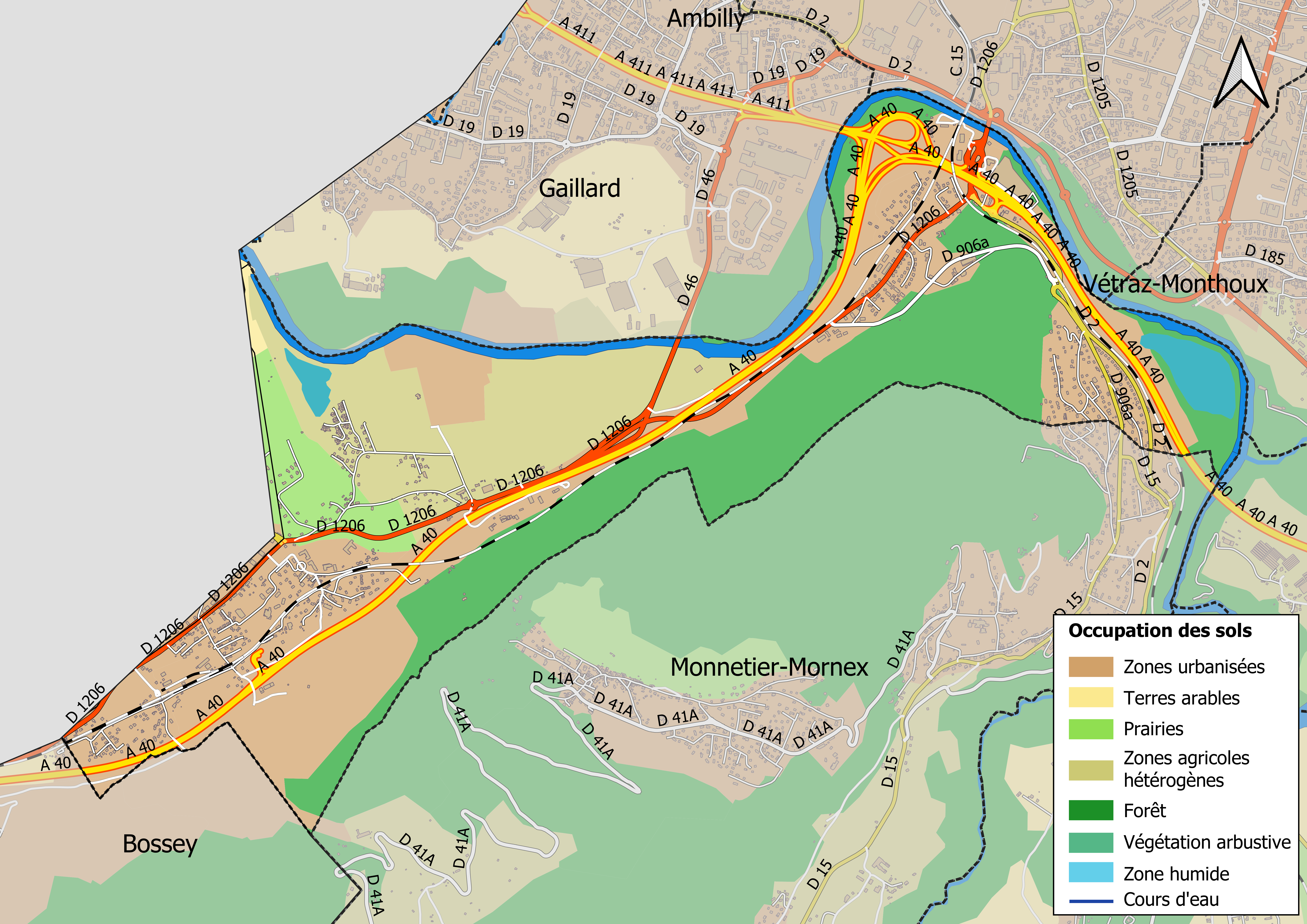
Carte des infrastructures et de l'occupation des sols en 2018 (CLC) de la commune.
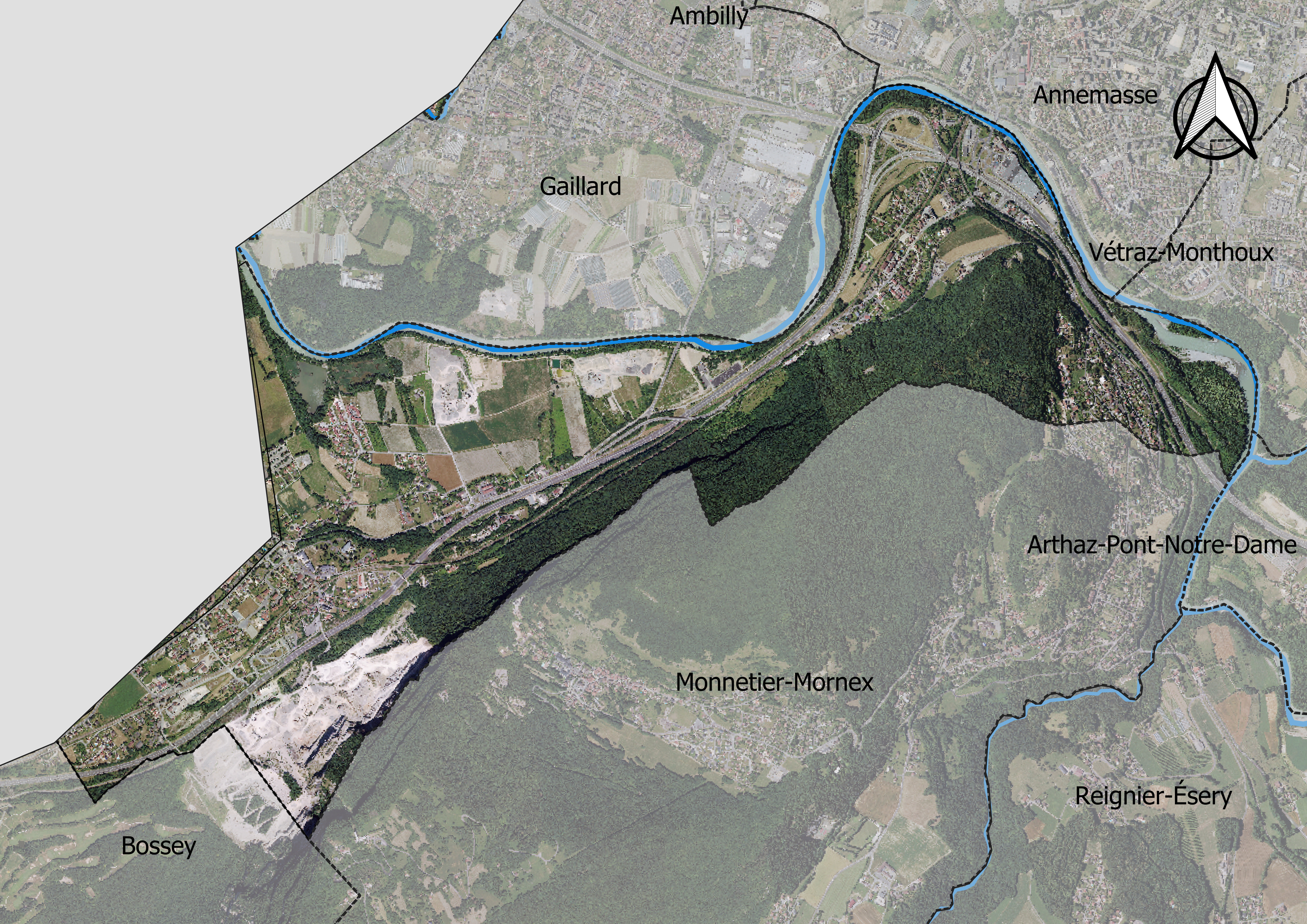
Carte orthophotogrammétrique de la commune.

## Toponymie
Les graphies ès Trembières et les Tremblières sont attestées en 1680, ainsi que aux Trembières (soit « aux taillis de trembles ») en 1682.
En francoprovençal, le nom de la commune s'écrit Étranbîre (graphie de Conflans) ou Ètrembiéres (ORB).

## Histoire

### Préhistoire
Cette région a connu une occupation préhistorique révélée à Étrembières par des fouilles sur un gisement du Magdalénien supérieur aujourd'hui détruit où l'on a notamment trouvé des bâtons perforés ornés de représentations de loutres et de bouquetin - et les traces d'une importante industrie lithique ayant exploité le silex.
Ancienne présence d'un dolmen de l'époque mégalithique, aujourd'hui disparu.

### Antiquité
Étrembières est connue depuis l'Antiquité par la présence de la voie romaine de Genava qui, après avoir passé par les Bornes, franchissait l'Arve à Étrembières, à l'endroit où ses rives sont les plus rapprochées. Un pont en bois fut sans aucun doute construit, pour remplacer le premier moyen de communication entre les deux rives, à savoir un bac. Bien qu'il n'existe aucune mention de ce pont sous la période antique, il est néanmoins cité en 1304 dans un accord intervenant entre le comte du Genevois et le sire du Faucigny.

### Moyen Âge
Du XIe au XVe siècle, Étrembières, et en particulier son pont, se trouve dans un secteur stratégique sous le contrôle du comte de Genève, mais convoité par les sires de Gex, installés à Mornex, les sires de Faucigny et les comtes de Savoie établis dans le Chablais. La population subit fréquemment les chevauchées de ces seigneurs, ou de leurs vassaux, qui luttent pour l'hégémonie, affectant gravement la vie économique et sociale de la région.

### L'Escalade
Après la Réforme calviniste à Genève, nombre de catholiques doivent s'exiler dans les villes et villages avoisinants. Étrembières est alors considéré comme un village à majorité catholique.  Etrembières fait cependant partie, de 1536 à 1567, du bailliage bernois de Gaillard puis est restitué au duc de Savoie C'est depuis le château des Terreaux que Charles-Emmanuel Ier, duc de Savoie, entreprend en 1602 une action militaire à l'encontre de Genève, afin de compenser la perte de ses provinces à la suite du traité de Lyon de 1601, et par la même occasion, tenter de  rendre à l'Église romaine la grande cité des Alpes.
L'expédition se soldera par un désastre militaire qui entraînera la signature du traité de Saint-Julien en 1603. Genève commémore chaque année cette victoire sous le nom de L'Escalade.

### Les Traités de Turin
Après le traité de Turin de 1754, signé entre la République de Genève et le royaume de Sardaigne, Étrembières se retrouve sous la tutelle de la province de Carouge, et rattachée au comté de Veyrier à partir de 1770. Devenue française en 1792 à la suite de la Campagne d'Italie du général Bonaparte, elle le reste jusqu'à la signature du traité de Turin de 1816 où elle réintègre le royaume de Sardaigne. Le village de Veyrier est coupé en deux par la nouvelle frontière (Veyrier devient suisse), donnant naissance au hameau du Pas de l'Echelle (aujourd'hui partie intégrante de la commune d'Étrembières).

### Étrembières française
Le 24 mars 1860, le traité franco-sarde de cession  de la Savoie à la France est signé. Bien qu'Étrembières se soit montrée favorable à son annexion à la Suisse au cours du plébiscite populaire - comme un certain nombre de communes du nord de la Savoie - elle intègre le tout nouveau département de la Haute-Savoie. C'est à partir de cette date qu'Étrembières connaît un développement important.

### Étrembières dans l'ère moderne
En 1875, les plans de la voie ferrée Annecy - Annemasse sont approuvés, et l'année suivante ce sont ceux de la voie ferrée de Collonges-sous-Salève - Annemasse. La jonction des deux tracés s'effectue à Étrembières. En 1879, une maison communale, avec son école, est construite en face de la Maison-Blanche. En 1891, c'est la création du chemin de fer à crémaillère du Salève. En 1906, une école est créée au Pas de l'Échelle et en 1922, décision est prise d'électrifier le village. En 1932, le téléphérique du Salève est inauguré et destiné à remplacer le chemin de fer à crémaillère qui cesse de fonctionner en 1935. En 1960, la commune décide de restaurer l'ancienne chapelle d'Étrembières. L'inauguration est célébrée le 9 avril 1972, alors qu'une nouvelle église a été érigée au Pas de l'Échelle le 30 avril 1967.

## Politique et administration

### Administration territoriale
La commune est rattachée administrativement à l’arrondissement de Saint-Julien-en-Genevois. Elle fait partie du canton d'Annemasse-Sud jusqu'à sa suppression en 2015 et depuis cette date de celui de Gaillard. Enfin, elle est rattachée à la quatrième circonscription de la Haute-Savoie.

### Administration municipale
Le nombre d'habitants au dernier recensement étant compris entre 1 500 et 2 499, le nombre de membres du conseil municipal est de dix-neuf.

### Liste des maires
| Période                                  | Période                       | Identité           | Étiquette | Qualité                      |
| ---------------------------------------- | ----------------------------- | ------------------ | --------- | ---------------------------- |
| Les données manquantes sont à compléter. |                               |                    |           |                              |
| mars 1949                                | mai 1964                      | Philippe Descombes |           |                              |
| mai 1964                                 | mars 1977                     | Louis Bosson       |           |                              |
| mars 1977                                | sept 1986                     | Marc Lecourtier    |           |                              |
| sept 1986                                | sept 1989                     | Bernard Vidonne    |           |                              |
| mars 1989                                | mars 2001                     | Alice Beltrami     |           |                              |
| mars 2001                                | avril 2014                    | Maurice Giacomini  | DVG       |                              |
| avril 2014                               | juillet 2020                  | Alain Bosson       | DVG       | Agriculteur                  |
| juillet 2020                             | En cours (au 15 octobre 2021) | Anny Martin        | SE        | Retraitée, ancienne adjointe |

### Intercommunalité
La commune fait partie d'Annemasse - Les Voirons Agglomération depuis sa création en 2008.

## Démographie
L'évolution du nombre d'habitants est connue à travers les recensements de la population effectués dans la commune depuis 1793. Pour les communes de moins de 10 000 habitants, une enquête de recensement portant sur toute la population est réalisée tous les cinq ans, les populations de référence des années intermédiaires étant quant à elles estimées par interpolation ou extrapolation. Pour la commune, le premier recensement exhaustif entrant dans le cadre du nouveau dispositif a été réalisé en 2005.

En 2022, la commune comptait 2 624 habitants, en évolution de +7,59 % par rapport à 2016 (Haute-Savoie : +6,01 %, France hors Mayotte : +2,11 %).
| 1793 | 1800 | 1806 | 1822 | 1838 | 1848 | 1858 | 1861 | 1866 |
| ---- | ---- | ---- | ---- | ---- | ---- | ---- | ---- | ---- |
| 95   | 91   | 94   | 93   | 129  | 156  | 152  | 181  | 198  |

| 1872 | 1876 | 1881 | 1886 | 1891 | 1896 | 1901 | 1906 | 1911 |
| ---- | ---- | ---- | ---- | ---- | ---- | ---- | ---- | ---- |
| 202  | 239  | 466  | 475  | 482  | 547  | 561  | 445  | 495  |

| 1921 | 1926 | 1931 | 1936 | 1946 | 1954  | 1962  | 1968  | 1975  |
| ---- | ---- | ---- | ---- | ---- | ----- | ----- | ----- | ----- |
| 548  | 732  | 656  | 740  | 915  | 1 271 | 1 021 | 1 187 | 1 314 |

| 1982  | 1990  | 1999  | 2005  | 2006  | 2010  | 2015  | 2020  | 2022  |
| ----- | ----- | ----- | ----- | ----- | ----- | ----- | ----- | ----- |
| 1 200 | 1 374 | 1 430 | 1 609 | 1 639 | 1 887 | 2 436 | 2 612 | 2 624 |

## Culture locale et patrimoine

### Lieux et monuments

#### Château d'Étrembières
Le château d'Étrembières fut certainement construit vers la fin du XIIIe siècle ou au début du XIVe siècle. En 1328, il est inféodé à une ancienne famille du genevois, les Compey. En 1539, il passe aux mains de Marin de Montchenu, puis à celles de Prosper de Genève Lulin en 1559. En 1589, il est pillé par les troupes de Genève - qui ont pénétré en Savoie - puis légué à l'hôpital d'Annecy en 1606. Aujourd'hui, il appartient à une exploitation agricole. Au XIXe siècle, Daniel Colladon procéda dans ce château aux essais d'une machine perforatrice à air comprimé qui, après avoir attaqué le Salève, fut utilisée pour le percement du tunnel du Mont-Cenis.

#### Le château des Terreaux ou château de Châtillon
Le château des Terreaux ou de Châtillon, fut construit entre le XIVe et le XVe siècle, et était situé en contrebas du château d'Étrembières. Il appartenait à l'origine aux sires de Faucigny, dont il est un aleu, et relève de la châtellenie de Monthoux. Le 6 mai 1474, il est cédé à Pierre de Châtillon lors de son mariage avec Marguerite de Gerbais, fille de Galois de Gerbais, qui l'apporte en dot. Sans descendance, la place forte des Terreaux passe en 1530 entre les mains de Marius d'Arenthon, seigneur d'Alex,.
En 1654 (et non en 1684 comme il est quelquefois indiqué par erreur dans certains ouvrages), il est cédé en dot de mariage à François-Marie de la Fléchère, seigneur de Bellegarde, qui épouse Marie-Claudine d'Arenthon, nièce du prince évêque de Genève Jean d'Arenthon d'Alex.
Son dernier propriétaire, Pierre-Claude de la Fléchère, né dans ce château en 1722, seigneur de Châtillon, de Symond et de Sierne, devient Comte de Veyrier en 1770. Il abandonne dès lors les Terreaux - qui tombe progressivement en ruines - et se fait construire une nouvelle demeure dans son nouveau fief.

#### Le château de Symond (Bois Salève)
Connu depuis le XIVe siècle, à l'emplacement même de l'actuel Bois Salève, la maison forte de Symond (ou Cymont dans certains textes) commandait l'accès au Pas de l'Echelle, escaliers taillés dans la roche du Salève et permettant d'accéder au village de Monnetier. En 1304, elle appartient à la famille Villette, vassaux des comtes de Genève, puis en 1565 au marquis de Cluses, Martin du Fresnoy. En 1722, elle est acquise par Louis de Portes qui la revend, en 1743, aux de la Fléchère. À la mort du dernier comte de Veyrier, la demeure est achetée par le peintre François Diday qui la garde jusqu'en 1847, année où il la revend à une congrégation de religieuses enseignantes, les « Fidèles Compagnes de Jésus ». Ces dernières en feront un pensionnat qui fonctionnera jusqu'en 1901. Inutilisée jusqu'en 1917, cette vaste demeure sert à soigner les blessés et les malades de la Première Guerre mondiale sous la tutelle de la Croix Rouge.
Après la guerre, elle abrite un préventorium pour enfants d'anciens combattants, mais ferme ses portes à nouveau en 1932. C'est la Protection mutuelle qui s'en porte acquéreur en 1934 pour accueillir des cheminots en convalescence, puis des enfants des cheminots durant la Seconde Guerre mondiale. À l'issue de la guerre, la SNCF conserve l'établissement et en devient officiellement propriétaire en 1957. Durant de longues années, la SNCF y accueille des enfants en colonies de vacances, puis des retraités. En 2003, l'établissement ferme ses portes en raison d'un manque de normes de sécurité. Aujourd'hui, la Maison de Bois-Salève a été réhabilitée en appartements de haut standing.

#### Le cimetière israélite
Le cimetière israélite de Veyrier — de son nom officiel —, inauguré en 1920, est un cimetière a cheval sur la frontière franco-suisse, son accès est possible depuis les deux pays. Une singularité, unique au monde, rendue possible par un accord bilatéral entre la France et la Suisse.
Au début du XXe siècle, la communauté israélite de Genève, avec le cimetière juif de Carouge arrivé à saturation, cherchait un nouveau lieu d'inhumation. La loi cantonale genevoise de 1876 interdisant sur son territoire toute nouvelle implantation de cimetières privés ou confessionnels, elle se voit contrainte de rechercher un nouveau terrain en France voisine et un accord est trouvé avec la commune d'Étrembières et ouvre en 1920.
Le cimetière est agrandi en 1930 et on en profite pour y implanter sur le secteur suisse un oratoire, construit par l'architecte suisse Julien Flegenheimer, comprenant une salle de prières et un petit centre funéraire.
Le cimetière servira pendant la Seconde Guerre mondiale, de lieu de passage vers la Suisse pour les juifs fuyant les persécutions nazies mais également juste après guerre, pour les juifs réfugiés en Suisse cherchant à rejoindre les ports français méditerranéens pour se rendre en Palestine.
L'oratoire recevra en 1981 un monumental vitrail réalisé par l'artiste Régine Heim, et verra ses façades ornementées par de la pierre de Jérusalem en 1999.
Le cimetière, agrandi une deuxième fois en 1985, abrite en 2009 environ 3 000 tombes, dont celles de quelques personnages connus comme Albert Cohen, Liebmann Hersch, Zino Davidoff, Edmond Safra, Stefan Lux ou Édouard Stern.
Bien que son nom officiel soit Cimetière israélite de Veyrier, 70 % de sa surface dépend juridiquement de la commune d'Étrembières et des lois françaises,.

#### Église Notre-Dame-de-la-Paix
Au lieu-dit le Pas de l'Échelle, l'église Notre-Dame-de-la-Paix est édifiée de 1964 à 1967 d'après les plans de l'architecte savoyard Maurice Novarina (1907-2002).

#### Le sentier du Pas de l'Échelle
C'est un sentier historique, d'une longueur de 15 km, existant depuis au moins le XIVe siècle (cité en 1320), nommé alors "scalam de Munetier". Il monte au Salève (la montagne aux Genevois) depuis 430 mètres à Étrembières jusqu'à 1 244 mètres en passant par Monnetier-Mornex à 750 mètres. Dans ses parties les plus raides, les marches sont directement taillées dans la roche. C'est par ce sentier que les paysans du Salève allaient vendre leurs produits sur les marchés de Genève. De nombreux écrivains et scientifiques l'ont emprunté. Alphonse Lamartine y est passé vers 1820 et le cite dans ses souvenirs.

#### Parc ornithologique
Le parc est inscrit à l'inventaire général du patrimoine culturel.

### Personnalités liées à la commune
- Marc Lecourtier, né en 1925 aux Abrets, dans l'Isère, s'installe à Étrembières en 1967. Professeur de maçonnerie au LEP d'Annemasse il est élu conseiller municipal d'Étrembières en 1971 puis maire en 1977, réélu en 1983. Au cours de son premier mandat, il s'attache à la réalisation de la mairie. Bâtiment qu'il avait entièrement rénové de ses propres mains avec ses élèves du LEP. il marque sa volonté affirmée de doter sa commune d'un plan d'occupation des sols ; il est à l'origine de son élaboration dès 1977. Pendant son deuxième mandat, il dote sa commune d'infrastructures administratives correspondant à son développement, par la réalisation des ateliers municipaux, dont les abords seront achevés en 1987. Il vit l’arrivée de l’autoroute Blanche et, sous son impulsion, il obtient la révision du tracé dans la traversée du chef-lieu. C'est avec la même énergie qu’il obtient la suppression du passage à niveau sur la RN 206, action menée conjointement avec le maire d’Annemasse président du SIVMAA Robert Borrel. Homme de dialogue aimant la vie et le contact, meneur d'hommes, Marc Lecourtier a marqué de sa personnalité la vie de sa commune. Militant du premier jour au sein de la CGT, il a mené un combat constant pour la défense des travailleurs. Ses fonctions et ses compétences l'on amené à siéger au conseil d'administration des différents organismes sociaux (hôpital d'Annemasse, Nous Aussi, Crédit mutuel, Sécurité Sociale, CIL...). Il meurt le 28 septembre 1986 à l'âge de 61 ans des suites d'une longue maladie. La place de la mairie, en son hommage, est nommée « place Marc-Lecourtier » en 1988.[réf. nécessaire]
- Pierre-Claude de la Fléchère (1722-1790), personnalité politique sarde (duché de Savoie) et principal promoteur de la ville de Carouge.

### Héraldique
| Armes d'Etrembiéres | Les armes d'Étrembières se blasonnent ainsi : Parti ; au premier de sinople à une tour du château d'Étrembières au naturel ; au second d'or à une échelle de sinople ; à la champagne de sable aux trois fasces ondées accolées, d'or, de sinople, et d'argent. |